# Isola Principe di Galles (Australia)
L'isola Principe di Galles (in inglese: Prince of Wales Island; in lingua nativa Muralug) è la più estesa delle Torres Strait Islands ed è situata nello stretto di Torres nel Queensland in Australia. Si trova a nord della penisola di Capo York. Appartiene alla contea di Torres. L'isola è abitata solo da poche famiglie Kaurareg (20 abitanti nel 2001).

## Geografia
L'isola è separata da capo York dall'Endeavour Strait; ha una superficie di 204,6 km² e un'altezza massima di 246 m (Mount Scott). A nord-est si trova Horn Island e, a nord, un altro gruppo di isole, tra cui Thursday Island, Hammond Island e Friday Island.

## Storia
Il primo avvistamento registrato dagli europei dell'isola Principe di Galles fu durante la spedizione spagnola di Luis Váez de Torres, il 3 ottobre 1606. Nel 1770 l'isola ricevette il nome Prince of Wales dal viaggiatore britannico James Cook in onore del futuro re Giorgio IV, che all'epoca aveva otto anni.